# Aeschropteryx completaria
Aeschropteryx completaria är en fjärilsart som beskrevs av Walker 1860. Aeschropteryx completaria ingår i släktet Aeschropteryx och familjen mätare. Inga underarter finns listade i Catalogue of Life.